# Акилли, Камилло
Ками́лло Аки́лли (итал. Camillo Achilli; 21 августа 1921, Милан — 14 июня 1998, Милан) — итальянский футболист и футбольный тренер. Отец Марко Акилли выступавшего за «Интернационале».

## Карьера
Акилли — воспитанник «Интернационале». За своё телосложение он получил прозвище «сельдерейная нога» (итал. gamba di sedano). После аренды в миланский «Капрони» стал игроком основного состава. В послевоенном сезоне 1945/1946 годов забил 11 голов. В конце карьеры в составе «Интернационале» стал использоваться как защитник.
В сезоне 1951/1952 «нерадзурри» на одно очко отстали от лидера «Милана» в итоговой таблице. После окончания сезона, Акилли стал игроком вылетевшего «Дженоа», дебютировал за клуб в матче против «Венеции», выйдя на поле с капитанской повязкой. Затем он перешёл в «Эллас Верону» выступавшую во втором дивизионе и провел там два сезона. Завершил карьеру игрока в составе «Лекко» и помог команде выйти в Серию В.

## Тренерская карьера
Начал тренерскую карьеру в «Лекко». В сезоне 1959/1960 вошёл в тренерский штаб Альдо Кампателли и после его увольнения руководил «Интернационале» последние 11 туров. После успешного сезона в «Алессандрии» в декабре 1961 года он снова вошел в тренерский штаб «Лекко».
После работы в сборной Италии (до 21 года) заменил Сандро Пуппо на посту главного тренера «Венеции», тренировал «Палермо», «Новару». В клубе «Пьянченца» получил должность молодёжного тренера и спортивного директора (в конце сезона 1970/1971 годов). В 1972 году в третий раз вернулся в «Лекко» и после вылета в третий дивизион покинул команду.